# Paul Ereng
Paul Ereng (Kitale, 22 agosto 1967) è un ex mezzofondista keniota, specializzato negli 800 metri piani.

## Biografia
Ai Giochi della XXIV Olimpiade vinse l'oro nei 800 metri piani ottenendo un tempo migliore del brasiliano Joaquim Cruz (medaglia d'argento) e del marocchino Saïd Aouita.

## Palmarès
| Anno | Manifestazione  | Sede     | Evento    | Risultato | Prestazione | Note |
| ---- | --------------- | -------- | --------- | --------- | ----------- | ---- |
| 1988 | Giochi olimpici | Seul     | 800 metri | Oro       | 1'43"45     |      |
| 1989 | Mondiali indoor | Budapest | 800 metri | Oro       |             |      |
| 1991 | Mondiali indoor | Siviglia | 800 metri | Oro       |             |      |